# Burg Kastellatz (Tramin)
Die Burg Kastellatz war eine Burg in der Ortschaft Tramin im Unterland in Südtirol (Italien).

## Lage und Erhaltung
Die Höhenburg befand sich auf dem Burghügel in Tramin. Von der Burganlage ist heute nichts mehr erhalten.

## Geschichte
Die Burg wurde zuerst im Jahre 1255 als „super castrum Trameni“ erwähnt. Die letzte Erwähnung fand im Jahre 1364 statt.